# Lepadella lindaui
Lepadella lindaui är en hjuldjursart som beskrevs av Koste 1981. Lepadella lindaui ingår i släktet Lepadella och familjen Lepadellidae. Inga underarter finns listade i Catalogue of Life.